# 별나라
별나라는 1926년에 창간된 어린이 잡지이다. 4·6판으로 1926년 11월부터 1929년까지 3년간 간행되었다.
게재되는 작품들은 예술성이 높았다고 평가되기도 한다. 사회주의 경향을 아동문학에 끌어들인 《별나라》는 1920년대 후반부터 카프에서 편집을 주도하였고, 카프의 기관지, 계급주의 좌익 아동 잡지로 여겨지기도 하는데,《어린이》, 《신소년》과 협력하였음이 지적되기도 한다.